# Zavojko
Zavojko (Russisch: Завойко) is een voormalige plaats in de Russische oblast Kamtsjatka, die sinds de jaren 80 een microdistrict vormt van de stad Petropavlovsk-Kamtsjatski. Het microdistrict ligt op het schiereiland Zavojko aan de Avatsjabaai op hemelsbreed 3 kilometer en over de weg 15 kilometer van het dichtstbijzijnde volgende microdistrict van de stad; ZjBF. In het microdistrict wonen inclusief de soldaten ongeveer 8.000 mensen.
Zavojko ontstond rond 1840, toen er een marinebasis werd gevestigd in Petropavlovsk en bestond aanvankelijk vooral uit gebouwen voor marineofficieren en mitsjmani (de Nederlandse variant heet adelborsten). De plaats werd later Zaojko genoemd naar militair generaal Vasili Zavojko, die in 1854 de haven van Petropavlovsk succesvol verdedigde tegen een Brits-Franse overmacht. In de sovjetperiode vormde de plaats gedurende lange tijd een militaire nederzetting en was daarom een gesloten plaats (ZATO). Midden jaren 80 werd de plaats tot microdistrict van Petropavlovsk-Kamtsjatski gemaakt en werd de ZATO-status opgeheven.
Ten westen van de plaats bevindt zich een scheepskerkhof.